# كينيث كيتينغ
كينيث كيتينغ هو محامي وقاضي ودبلوماسي وسياسي أمريكي، ولد في 18 مايو 1900 في ليما في الولايات المتحدة، وتوفي في 5 مايو 1975 في نيويورك في الولايات المتحدة. نشط حزبياً في الحزب الجمهوري.

## مناصب
- انتخب عضو مجلس الشيوخ الأمريكي [الإنجليزية]‏ عن دائرة مقعد مجلس الشيوخ من الدرجة الأولى في نيويورك ‏ وقد انضم خلال فترته النيابية [الإنجليزية]‏ (3 يناير 1963 – 3 يناير 1965) للكتلة البرلمانية الحزب الجمهوري.
- انتخب عضو مجلس الشيوخ الأمريكي [الإنجليزية]‏ عن دائرة مقعد مجلس الشيوخ من الدرجة الأولى في نيويورك ‏ وقد انضم خلال فترته النيابية [الإنجليزية]‏ (3 يناير 1961 – 3 يناير 1963) للكتلة البرلمانية الحزب الجمهوري.
- انتخب عضو مجلس الشيوخ الأمريكي [الإنجليزية]‏ عن دائرة مقعد مجلس الشيوخ من الدرجة الأولى في نيويورك ‏ وقد انضم خلال فترته النيابية [الإنجليزية]‏ (3 يناير 1959 – 3 يناير 1961) للكتلة البرلمانية الحزب الجمهوري.
- انتخب سفير.
- انتخب قاضي (1965 – 1969).
- انتخب قائمة سفراء الولايات المتحدة لدى الهند (1969 – 1972).
- انتخب قائمة سفراء الولايات المتحدة لدى إسرائيل (1973 – ).
- انتخب عضو مجلس النواب الأمريكي.
- انتخب عضو مجلس الشيوخ الأمريكي [الإنجليزية]‏.

## وصلات خارجية
- كينيث كيتينغ على موقع إن إن دي بي (الإنجليزية)